# Талашманово
Талашманово — деревня в составе Золинского сельсовета в Володарском районе Нижегородской области.

## География
Деревня расположена в 3 км на юго-запад от центра сельсовета села Золино и в 21 км на северо-запад от райцентра города Володарск на федеральной автодороге М-7 «Волга».

## История
По переписным книгам 1678 года деревня входила в состав Раменского прихода, в ней было 16 дворов крестьянских. 
В XIX — первой четверти XX века деревня входила в состав Мячковской волости Гороховецкого уезда Владимирской губернии, с 1926 года — в составе Гороховецкой волости Вязниковского уезда. В 1859 году в деревне числилось 22 дворов, в 1905 году — 27 дворов, в 1926 году — 42 дворов.
С 1929 года деревня являлась центром Талашмановского сельсовета Гороховецкого района Ивановской Промышленной области, с 1936 года — в составе Золинского сельсовета Ивановской области, с 1944 года — в составе Володарского района Горьковской области, с 1959 года — в составе Дзержинского района, с 1985 года — в составе Володарского района. 

## Население
| 1859 | 1905 | 1926 | 1999 | 2002 | 2010 |
| ---- | ---- | ---- | ---- | ---- | ---- |
| 138  | ↗188 | ↗219 | ↘15  | ↗36  | ↗113 |